# Shodan
Shodan (初段) é o grau atribuído àqueles que logram atingir o grau de proficiência em artes marciais japonesas (mestres), conferindo-se-lhes a faixa (cinturão) da cor preta.
O caratê, a despeito da profusão de estilos, escolas e seus respectivos sistemas de graduação, tradicionalmente possuía apenas três níveis de aprendizado: shodan, nidan e sandan. Mas, por influência de Jigoro Kano, criador do Judô, por intermédio de Gichin Funakoshi, criador do estilo Shotokan, adoptou-se o sistema kyu/dan, pelo qual o grau shodan refere-se apenas ao primeiro dan.